# اومبرتو لونگاویا
اومبرتو لونگاویا (ایتالیایی: Umberto Lungavia; ۲۴ فوریهٔ ۱۹۰۱ – ۱۳ سپتامبر ۱۹۷۰) بازیکن واترپلو اهل ایتالیا بود. وی در بازی‌های المپیک تابستانی ۱۹۲۰ شرکت کرده‌است.